# 贝萨球场
贝萨球场（葡萄牙語：Estádio do Bessa XXI），全名21世纪贝萨球场，也译贝萨体育场，是一座位于葡萄牙波爾圖的足球场，可容纳30,000名观众，现为博維斯塔足球會的主场。
现在的贝萨球场是为举办2004年歐洲足球錦標賽而重建的，工程耗资3,670万欧元（亦有报道称3,000万欧元）。2003年12月30日，贝萨体育场举办了启用仪式，当天博阿维斯塔与西班牙球队马拉加在这里踢了一场友谊赛，双方战成0比0。